# Wybory parlamentarne w Islandii w 2009 roku
Wybory parlamentarne w Islandii odbyły się 25 kwietnia 2009 roku. Były to wybory przedterminowe. Wygrali je socjaldemokraci i zielona lewica.

## Geneza
Rozpisanie przedterminowych wyborów parlamentarnych ogłosił premier Islandii Geir Haarde. Dotychczasowy szef rządu nie ubiegał się o reelekcję. Przedterminowe wybory były efektem kryzysu gospodarczego. Kraj borykał się z inflacją, rosnącym bezrobociem, a islandzka korona straciła płynność. Doprowadziło to do antyrządowych demonstracji.
Fatalna sytuacja gospodarcza doprowadziła do załamania finansów państwa. Odpowiedzią rządu była nacjonalizacja głównego banku, a także zaciągnięcie pożyczki w Międzynarodowym Funduszu Walutowym, krajach skandynawskich oraz w Polsce (łącznie prawie 6 mld dolarów).

## Kampania wyborcza
Przed wyborami doszło do zmian na scenie partyjnej. Przestał istnieć Ruch Islandzki – Żywa Ziemia, który zjednoczył się z Sojuszem. Pojawiły się dwie nowe partie: Ruch Demokratyczny (Lýðræðishreyfingin) oraz Ruch Obywatelski (Borgarahreyfingin). Trzecie nowe ugrupowanie, L-Lista Zwolenników Suwerenności (L-listi fullveldissinna), okazało się efemeryczne i w końcu nie przystąpiło do wyborów.
W trzech partiach doszło do zmiany przywództwa. 18 stycznia 2009 nowego szefa wybrała Partia Postępu, Valgerður Sverrisdóttir została zastąpiona przez Sigmundura Davíða Gunnlaugssona. Dwa miesiące później, 29 marca zmienił się przewodniczący Partii Niepodległości - Bjarni Benediktsson zastąpił na tym stanowisku Geira Haarde. Zmieniła się również przewodnicząca Sojuszu. Po ustąpieniu Ingibjörg Sólrún Gísladóttir została nią premier Jóhanna Sigurðardóttir. Zarówno Haarde, jak i Ingibjörg Sólrún wskazali poważne problemy zdrowotne jako powód wycofania się z polityki.
Kampania wyborcza skupiała się wokół tematów takich jak kryzys finansowy i sposoby walki z nim, zmiany islandzkiej Konstytucji przed wyborami (do których ostatecznie nie doszło, gdyż sprzeciwiła się im Partia Niepodległości) oraz ewentualne wstąpienie Islandii do Unii Europejskiej. Za przystąpieniem do UE opowiadał się zdecydowanie rządzący Sojusz, ale przeciwna mu była zarówno opozycyjna Partia Niepodległości, jak i współrządzący z Sojuszem Ruch Zieloni-Lewica. Obie partie postulowały "podwójne referendum" w sprawie akcesji do UE: najpierw referendum dotyczące tego, czy w ogóle rozpoczynać rozmowy, potem zaś ewentualnie referendum akcesyjne. Zarazem konserwatyści, podobnie jak socjaldemokraci, opowiadali się za przyjęciem przez Islandię euro jako własnej waluty, podczas gdy zieloni woleliby koronę norweską.

## Sondaże
Sondaż z 22 listopada 2008 opublikowany przez dziennik Fréttablaðið (jeszcze przed ogłoszeniem wyborów):
- Sojusz - 33,6%
- Ruch Zieloni-Lewica - 27,8%
- Partia Niepodległości - 24,8%
- Partia Postępu - 6,3%
- Partia Liberalna - 4,3%

W roku 2008 wskutek kryzysu finansowego dominująca na islandzkiej scenie politycznej po II wojnie światowej Partia Niepodległości zaczęła tracić popularność, początkowo na rzecz socjaldemokratów. Od grudnia 2008 najpopularniejszą partią na Islandii stał się Ruch Zieloni-Lewica.
Sondaż z 23 stycznia 2009:
- Ruch Zieloni-Lewica - 28,5%
- Partia Niepodległości - 24,3%
- Partia Postępu - 17,2%
- Sojusz - 16,7%
- Partia Liberalna - 3,0%
- Ruch Islandzki - Żywa Ziemia - 2,2%

Według sondażu opublikowanego 27 lutego 2009 w dzienniku Morgunblaðið Sojusz zaczął odzyskiwać poparcie. Do Alþingi dostałyby się cztery partie:
- Sojusz - 31,3% (21 miejsc w Alþingi)
- Partia Niepodległości - 26,2% (17 miejsc)
- Ruch Zieloni-Lewica - 24,6% (16 miejsc)
- Partia Postępu - 12,8% (8 miejsc)
- Partia Liberalna zdobyłaby mniej niż 3%, nie przekraczając 5-procentowego progu wyborczego

Sondaż z 6 marca wskazywał na odzyskiwanie popularności przez konserwatywną Partię Niepodległości:
- Partia Niepodległości - 29,0%
- Sojusz - 27,5%
- Ruch Zieloni-Lewica - 25,9%
- Partia Postępu - 12,6%
- Partia Liberalna - 2,1%
- Ruch Islandzki - Żywa Ziemia - 2,0%

Zgodnie z następnym sondażem z 20 marca socjaldemokraci zaczęli odzyskiwać poparcie:
- Sojusz - 31,2% (21 miejsc w Alþingi)
- Partia Niepodległości - 26,5% (18 miejsc)
- Ruch Zieloni-Lewica - 24,6% (17 miejsc)
- Partia Postępu - 11,3% (7 miejsc)

## Wyniki wyborów
Zgodnie z przewidywaniami wybory wygrała lewica. Pierwsze miejsce przypadło Sojuszowi, który wspólnie z Ruchem Zieloni-Lewica (trzecie miejsce) ma większość w nowym parlamencie. Na drugim miejscu uplasowała się Partia Niepodległości, zdobywając 16 mandatów (o 9 mniej niż w poprzednich wyborach). Nieznaczny wzrost poparcia odnotowała z kolei liberalna Partia Postępu. Do Alþingi dostała się również nowa partia Ruch Obywatelski (4 mandaty). Antyimigrancka Partia Liberalna nie zdobyła ani jednego mandatu.
W nowo wybranym parlamencie zasiada najwyższy w dotychczasowej historii Islandii odsetek kobiet - 43% (27 mandatów).
| S                                   | Sojusz                 | 55 758  | 29,79 | 20 | +2 |  |
| D                                   | Partia Niepodległości  | 44 371  | 23,70 | 16 | -9 |  |
| V                                   | Ruch Zieloni-Lewica    | 40 581  | 21,68 | 14 | +5 |  |
| B                                   | Partia Postępu         | 27 699  | 14,80 | 9  | +2 |  |
| O                                   | Ruch Obywatelski       | 13 519  | 7,22  | 4  | -  |  |
| L                                   | Partia Liberalna       | 4 148   | 2,22  | 0  | -4 |  |
| R                                   | Ruch Demokratyczny     | 17 233  | 8,63  | 6  | 0  |  |
| Razem                               | Razem                  | 187 183 | 100   | 63 | –  |  |
|                                     |                        |         |       |    |    |  |
| Głosy ważne                         | Głosy ważne            | 187 183 | 96,50 | –  | –  |  |
| Głosy nieważne i puste              | Głosy nieważne i puste | 6 792   | 3,50  | –  | –  |  |
| Głosy razem                         | Głosy razem            | 193 975 | 100   | 63 | –  |  |
| Wyborcy/frekwencja                  | Wyborcy/frekwencja     | 227 843 | 85,14 | –  | –  |  |
| Źródło: Urząd Statystyczny Islandii |                        |         |       |    |    |  |